# Správná Susan
Správná Susan (v anglickém originále Suddenly Susan) je americký komediální seriál, který vysílala NBC v letech 1996–2000. Hlavní roli v seriálu získala Brooke Shields, poté co se objevila v jedné epizodě Přátel.

## Děj
Seriál se odehrává v redakci časopisu Brána v San Franciscu. Na začátku seriálu se Susan rozejde se svým snoubencem Kipem a začne pracovat v Bráně, kterou vede Kipův rebelující bratr Jack. Susan tam získá pravidelný sloupek, ve kterém píše o tom, jaké je to být sama.